# Marzette Watts
Marzette Watts (Montgomery (Alabama), 9 maart 1938 – Nashville (Tennessee), 2 maart 1998) was een Amerikaanse jazzsaxofonist.

## Biografie
Marzette Watts hield zich al vroeg bezig met schone kunsten, als kind leerde hij piano spelen en als tiener leerde hij saxofoon en klarinet spelen. Hij studeerde aanvankelijk kunst aan het Alabama State College, maar wisselde in 1957 naar de muziek, onder de indruk van een Sonny Rollins concert tijdens een verblijf in New York, waarheen hij in 1960 verhuisde. Daar vervolgde hij zijn studie aan de New York University met een graad in kunsteducatie in 1962, waarna hij naar Parijs verhuisde om schilderkunst te studeren aan de Sorbonne. Hij speelde ook saxofoon als straatmuzikant.
Na zijn terugkeer in New York in 1963 kwam Watts in contact met de schrijver LeRoi Jones, de jazzmuzikanten Marion Brown, Archie Shepp en Byard Lancaster, maar ook met beeldend kunstenaars als Willem de Kooning en Mark Rothko. Na een verblijf in Denemarken in 1965, woonde hij weer in New York en begon hij te repeteren met een jazzformatie waaronder Clifford Thornton. In 1966 werd het album Marzette & Company gecreëerd, dat in 1971 door ESP-Disk werd uitgebracht en waaraan ook Byard Lancaster, Karl Berger, Juni Booth, Henry Grimes, J.C. Moses en Sonny Sharrock deelnamen. In 1968 nam Watts onder leiding van Bill Dixon nog het album The Marzette Watts Ensemble op voor Savoy Records. Thornton gaf Watts eind jaren 1960 een baan als muziekleraar aan de Wesleyan University, waar hij naast lesgeven ook met elektronische muziek werkte en experimentele films produceerde. In de jaren 1970 werkte Watts als geluidstechnicus voor loftjazz-sessies en werkte hij o.a. mee met opnamen van Ronnie Boykins, Rashied Ali en Arthur Doyle. Na zijn verhuizing naar Californië, waar hij zijn vijf kinderen grootbracht, werkte hij als filmcomponist en experimenteel sounddesigner.

## Overlijden
Marzette Watts overleed in maart 1998 op bijna 60-jarige leeftijd.

## Discografie
- 1966: Marzette Watts & Company (ESP-Disk)
- 1968: The Marzette Watts Ensemble (Savoy)